# 야마다 다쿠미
야마다 다쿠미(일본어: 山田 拓巳, 1989년 11월 25일 ~ )는 일본의 전 축구 선수이다. 현재 J2리그의 몬테디오 야마가타에서 뛰고 있다.

## 구단 경력
그는 2008년부터 J리그의 몬테디오 야마가타에서 뛰었다.